# Uitzending

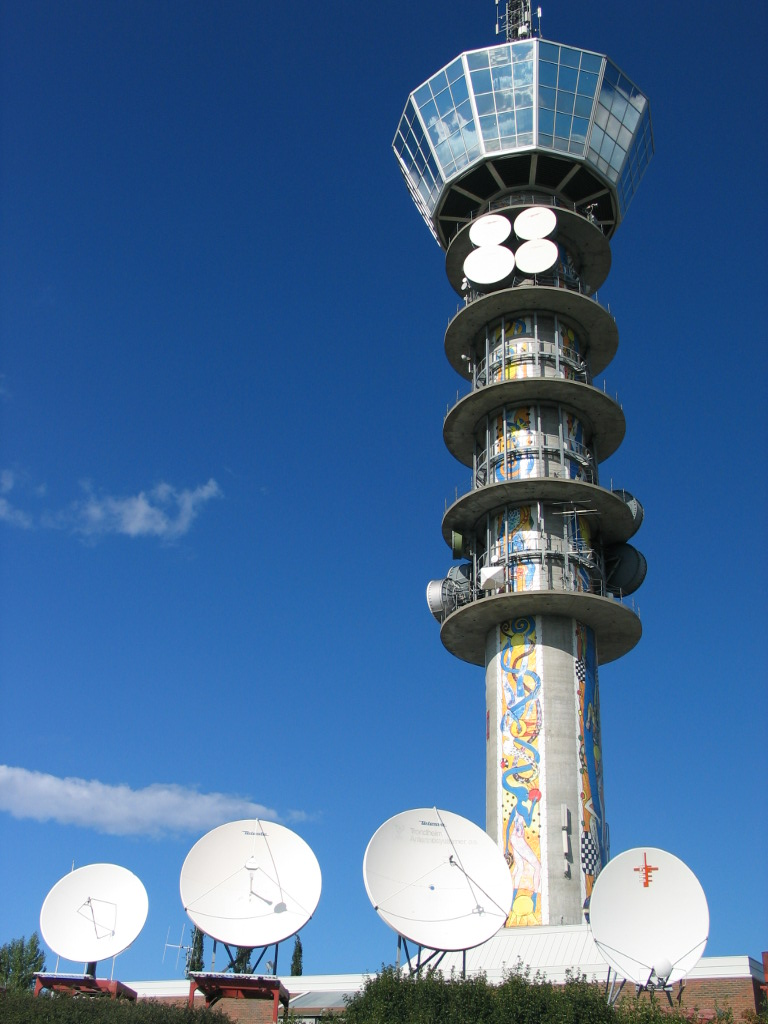
Een zendmast in Trondheim (Noorwegen)

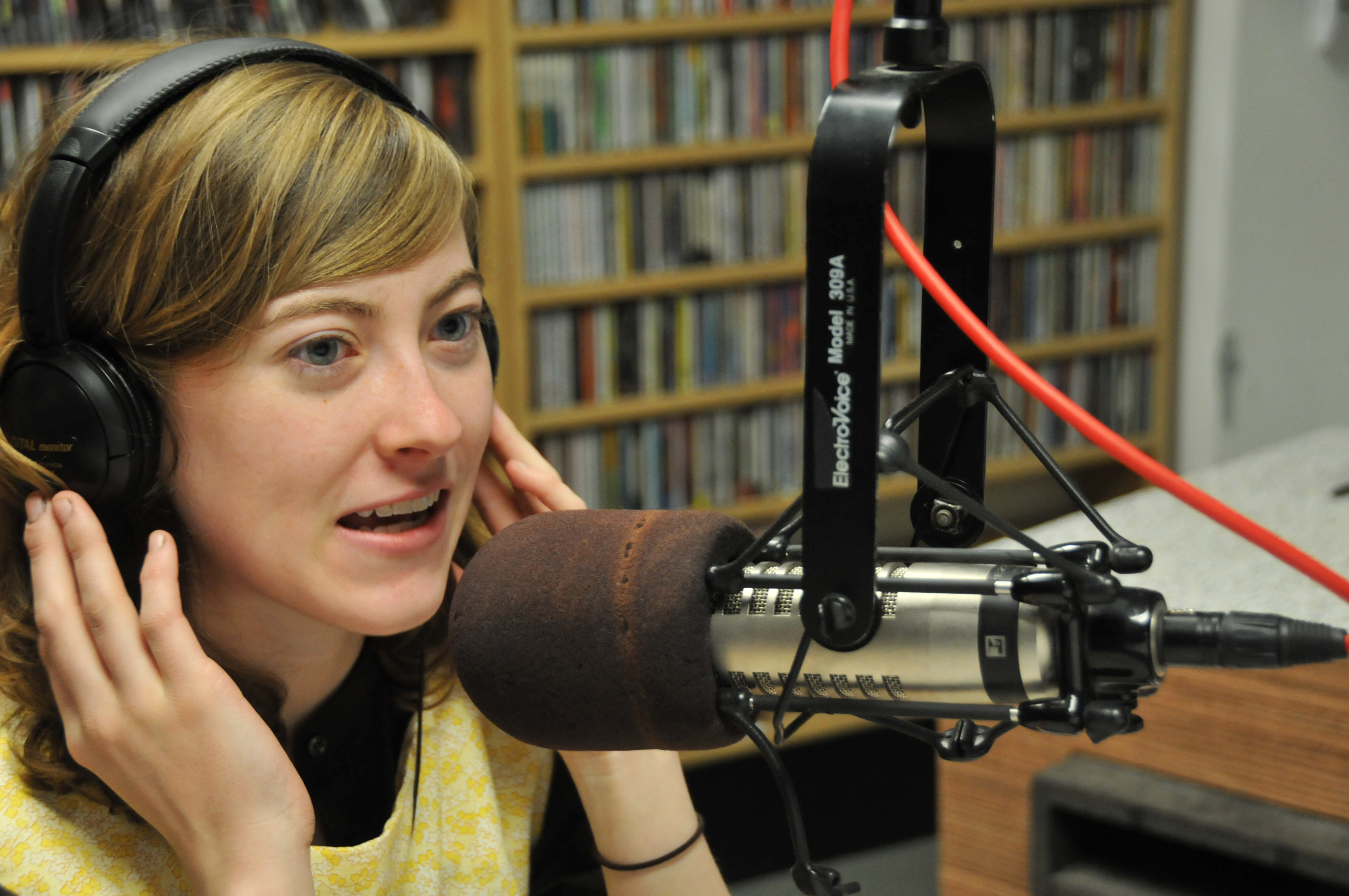
Achter de microfoon

Een uitzending is de verzending van audio-, video-, licht-, tekst- of andere signalen (bijvoorbeeld programma's) aan een aantal ontvangers (luisteraars of kijkers). Deze groep kan het publiek in het algemeen, een bepaalde doelgroep of een beperkte groep mensen zijn. Via het internet kan over de hele wereld uitgezonden worden, terwijl een omroepsysteem in bijvoorbeeld een school of luchthaven wordt gebruikt om informatie aan een zeer beperkte groep mensen uit te zenden.

## Radio- en televisieomroep
Televisie- en radioprogramma's worden verspreid via de kabel, satelliet of door middel van radiogolven. Door het coderen van signalen en decoderende apparatuur in huizen kunnen via de televisie ook op abonnementen gebaseerde kanalen en pay-per-view-diensten worden aangeboden.
Een uitzendende organisatie kan verscheidene programma's tegelijkertijd via verscheidene kanalen (frequenties) uitzenden, bijvoorbeeld BBC 1 en BBC 2. Anderzijds kunnen twee of meer organisaties één kanaal delen. Digitale radio en digitale televisie kunnen gemultiplexte programmering aanbieden, waarbij verscheidene kanalen in één bundel worden "samengeperst".

## Internet
In het moderne computertijdperk wordt ook uitgezonden via internet. Internetuitzendingen hebben verschillende benamingen die afgeleid zijn van Engelse woord voor uitzending: broadcast, zoals webcasting - uitzenden via het World Wide Web (internetradio, streaming).
Het op internet plaatsen van audio of video, die dan op aanvraag wordt afgespeeld door erop te klikken, wordt meestal geen uitzenden genoemd.
Enkele termen (deels verouderd):
- podcasting - programma's die als audiobestand op het internet beschikbaar gemaakt worden
- VODcasting - programma's die als videobestand op het internet beschikbaar gemaakt worden
- spodcasting - programma's die met mobiele telefoons ontvangen kunnen worden
- narrowcasting - uitzendingen op aanvraag, voor een specifieke doelgroep

Narrowcasting ontstond rond 2005, toen in de marketingwereld het idee ontstond om het internet in te zetten om gepersonaliseerde informatie te versturen. Waar dat voorheen aanbodgericht en in de breedte gebeurde is het bij narrowcasting de bedoeling op aanvraag - via mailinglijsten - informatie te verstrekken, vraaggericht en niet meer in de breedte dus specifieker. Een uitbreiding op narrowcasting is multicasting, waarbij de informatie naar op kenmerk geselecteerde groepen afnemers gaat.